# Нидерхајмбах
Нидерхајмбах (њем. Niederheimbach) општина је у њемачкој савезној држави Рајна-Палатинат. Једно је од 66 општинских средишта округа Мајнц-Бинген. Према процјени из 2010. у општини је живјело 754 становника. Посједује регионалну шифру (AGS) 7339040.

## Географски и демографски подаци
Нидерхајмбах се налази у савезној држави Рајна-Палатинат у округу Мајнц-Бинген. Општина се налази на надморској висини од 90 метара. Површина општине износи 7,4 km². У самом мјесту је, према процјени из 2010. године, живјело 754 становника. Просјечна густина становништва износи 102 становника/km².